# Клёб де Фут Монреаль
«Клёб де Фут Монреа́ль» (фр. Club de Foot Montréal) — канадский профессиональный футбольный клуб из города Монреаль, провинции Квебек. С 2012 года под названием «Монреа́ль Импа́кт» начал выступать в MLS, высшей лиге США и Канады. Команда является преемником «Монреаль Импакта» Североамериканской футбольной лиги. Клуб стал девятнадцатой франшизой в MLS и третьим канадским клубом в лиге. В сезоне 2014/2015 стал первым канадским клубом в истории, достигшим финала Лиги чемпионов КОНКАКАФ. Нынешнее название носит с 2021 года.

## История
К концу 2007 года возросли спекуляции на тему выхода «Монреаль Импакта» из низших дивизионов в MLS. Постройка нового стадиона «Сапуто» утвердила интерес правления «Импакта» о вступлении команды в высшую лигу. Хотя клуб «Торонто» заключил сделку, по которой он являлся эксклюзивным канадским клубом в MLS до 2009 года, правление «Торонто» заявило, что они не возражали бы вступлению «Импакта» в лигу.
Президент Джоуи Сапуто провёл переговоры с Джорджем Джиллеттом (бывшим совладельцем «Ливерпуля» и владельцем «Монреаль Канадиенс») насчёт совместного владения франшизой. 24 июля 2008 года MLS объявила, что планирует принять в лигу две новые команды в сезоне 2011, рассматривая «Импакт» как потенциального кандидата.
22 ноября 2008 года заявка на вступление «Импакта» в лигу была отклонена комиссаром MLS Доном Гарбером. В ответ на успешное принятие в MLS команды «Ванкувер Уайткэпс» в марте 2009 года, генеральный менеджер «Импакта» Ник де Сантис прокомментировал, что владелец клуба Джоуи Сапуто будет продолжать работу над воплощением своей мечты о вступлении клуба в лигу. 16 мая 2009 газета «Монреаль Газетт» объявила о том, что Гарбер и Сапуто возобновили переговоры о новой команде в MLS, которая бы потенциально начинала играть в сезоне 2011 года.
7 мая 2010 года Гарбер и Сапуто официально объявили «Монреаль Импакт» 19-й франшизой и третьей канадской командой в MLS, начиная с сезона 2012 года. Франшизой «Монреаль Импакт» в рамках MLS будет владеть семья Сапуто.
14 июня 2011 года «Монреаль Импакт» объявил о подписании пятилетнего соглашения с Bank of Montreal (BMO), согласно которому BMO стал главным спонсором клуба и разместил свой логотип на форме команды.
14 января 2021 года клуб произвёл ребрендинг, сменив название на «Клёб де Фут Монреаль».
Главным соперником «Клёб де Фут Монреаль» считается ФК «Торонто». Так как соперничество между «Монреаль Канадиенс» и «Торонто Мейпл Лифс» в хоккее является одним из сильнейших в спорте, то эта конкуренция между двумя крупнейшими канадскими городами была продолжена и после присоединения «Монреаль Импакта» к «Торонто» в MLS. Соперничество также подогревается на языковой основе между франкоговорящим Квебеком и англоговорящим Онтарио.

## Символика

Логотип «Монреаль Импакт» (2012-2020)

### Логотип
Новый логотип был представлен публике 6 августа 2011 года перед матчем Североамериканской футбольной лиги между «Монреаль Импакт» и «Миннесота Старз».
Логотип представляет собой щит с синими, белыми, чёрными и серебряными вставками, содержащими стилизованную геральдическую лилию и четыре серебряные звезды. Лилия является глобально узнаваемым символом французского происхождения, и занимает видное место на флаге Квебека как отражение франко-канадской культуры. Синий цвет эмблемы дублирует цвет официального флага провинции Квебек. Четыре звезды изображают четыре общины основателей Монреаля, запечатлённые на гербе города — французов, англичан, шотландцев и ирландцев.

В январе 2021 года клуб провел ребрендинг, сменив название на «Клёб де Фут Монреаль» (фр. Club de Foot Montréal) или просто «Монреаль». В результате ребрендинга основными цветами клуба стали чёрный, серый и синий. Была представлена новая эмблема, в центре которой по кругу располагались четыре буквы «М» и восемь стрелок, направленных в центр. Вместе они формировали узор, напоминающий снежинку. По замыслу создателей, новый логотип был данью уважения стилистике Летних Олимпийских Игр 1976 и Всемирной выставке 1967, проходивших в Монреале.

Логотип клуба (2021-2022)

Ребрендинг получил негативные отзывы от болельщиков команды, местных СМИ и бывших игроков клуба. Основные фан-клубы команды написали петицию с требованием возврата к прежнему названию. В феврале 2021 года во время протеста против изменений новый логотип команды был закрашен чёрной краской вандалами, один человек был арестован.
В мае 2022 года на фоне продолжающегося недовольства изменениями со стороны болельщиков и СМИ и снижающихся продаж билетов клуб анонсировал сокращение названия до простого «Монреаль» (фр. CF Montréal). Также клуб представил новый логотип, который будет использоваться начиная с сезона 2023. В новом логотипе возвращён символ флёр-де-лис, который команда использовала начиная с сезона 2002, а основным цветом снова стал синий.

### Форма

#### Домашняя
| 2012—2013 | 2013—2014 | 2014—2016 | 2016—2019 | 2019—2021 | 2021—2023 | 2023—2025 | 2025—н. в. |

#### Гостевая
| 2012—2015 | 2015—2017 | 2017—2020 | 2020—2022 | 2022—2024 | 2024—н. в. |

#### Резервная
| 2014—2015 |

Источники:,
1. 1 2  Домашняя форма сезона 2013 использовалась в качестве третьей формы в сезоне 2014.

### Экипировка
| Период     | Производитель | Период     | Титульный спонсор | Период     | Рукавный спонсор |
| ---------- | ------------- | ---------- | ----------------- | ---------- | ---------------- |
| 2012—н. в. | Adidas        | 2012—н. в. | BMO               | 2021—2022  | Saputo           |
| 2012—н. в. | Adidas        | 2012—н. в. | BMO               | 2023—н. в. | Apple TV+        |

## Стадион

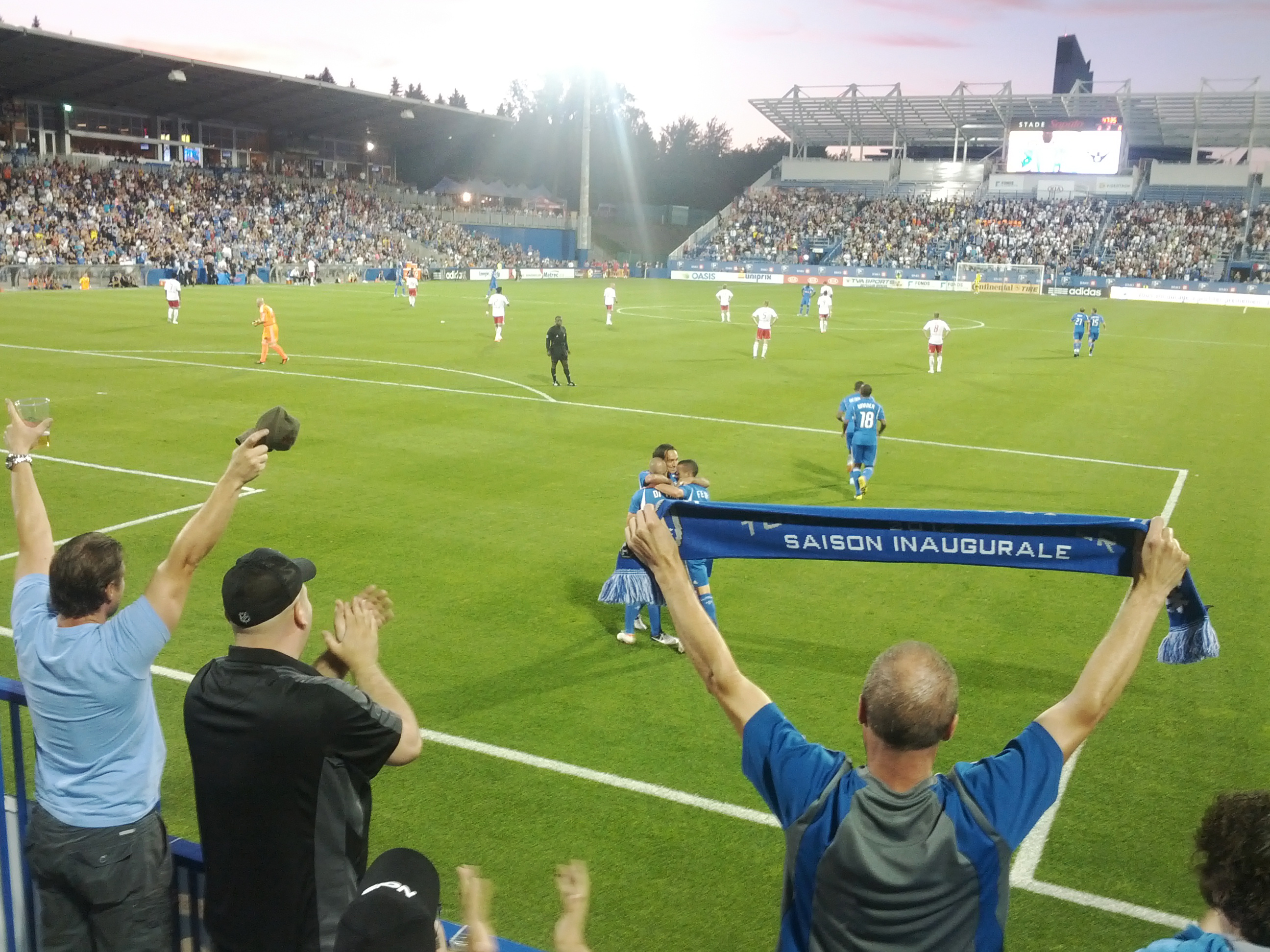
Матч «Монреаля» против «Нью-Йорк Ред Буллз» 28 июля 2012 года на стадионе «Сапуто»

Домашним полем «Клёб де Фут Монреаль» является «Стад Сапуто». Правительство Квебека выделило 23 миллиона долларов, чтобы расширить стадион с 13 до 20 тысяч мест и построить рядом тренировочное поле с синтетическим покрытием.
«Клёб де Фут Монреаль» также проводит избранные домашние матчи на близлежащем Олимпийском стадионе, вмещающем свыше 60 тысяч зрителей.

## Вещание и ТВ
TVA Sports — франко-язычный канал, официальный партнёр клуба.
CGKM — радиостанция, освещает игры «Клёб де Фут Монреаль» на английском языке.

## Текущий состав
| 1  | Флаг Канады   | Вр  | Себастьян Бреза                      | 1998 |  |  |  |  |  |
| 31 | Флаг Чили     | Вр  | Томас Жилье (в аренде из «Болоньи» ) | 2004 |  |  |  |  |  |
| 33 | Флаг Канады   | Вр  | Эмиль Газдов                         | 2003 |  |  |  |  |  |
| 40 | Флаг Канады   | Вр  | Джонатан Сируа                       | 2001 |  |  |  |  |  |
|    |               |     |                                      |      |  |  |  |  |  |
| 2  | Флаг США      | Защ | Джейлен Нил                          | 2003 |  |  |  |  |  |
| 3  | Флаг Англии   | Защ | Том Пирс                             | 1998 |  |  |  |  |  |
| 4  | Флаг Колумбии | Защ | Фернандо Альварес                    | 2003 |  |  |  |  |  |
| 5  | Флаг США      | Защ | Брандан Крейг                        | 2004 |  |  |  |  |  |
| 13 | Флаг Канады   | Защ | Лука Петрассо                        | 2000 |  |  |  |  |  |
| 16 | Флаг Канады   | Защ | Джоуэл Уотерман                      | 1996 |  |  |  |  |  |
| 24 | Флаг Боливии  | Защ | Эфраин Моралес                       | 2004 |  |  |  |  |  |
| 27 | Флаг Польши   | Защ | Давид Бугай                          | 2004 |  |  |  |  |  |
| 39 | Флаг Канады   | Защ | Юрий Губогло                         | 2007 |  |  |  |  |  |
|    |               |     |                                      |      |  |  |  |  |  |
| 6  | Флаг Канады   | ПЗ  | Самюэль Пьетт (капитан)              | 1994 |  |  |  |  |  |
| 10 | Флаг США      | ПЗ  | Брайс Дьюк                           | 2001 |  |  |  |  |  |
| 18 | Флаг Украины  | ПЗ  | Геннадий Сынчук                      | 2006 |  |  |  |  |  |

| 22 | Флаг Канады             | ПЗ  | Виктор Лотури        | 2001 |  |  |  |  |  |
| 23 | Флаг США                | ПЗ  | Кейден Кларк         | 2003 |  |  |  |  |  |
| 25 | Флаг Тринидада и Тобаго | ПЗ  | Данте Сили           | 2003 |  |  |  |  |  |
| 29 | Флаг Гватемалы          | ПЗ  | Ольгер Эскобар       | 2006 |  |  |  |  |  |
|    |                         |     |                      |      |  |  |  |  |  |
| 7  | Флаг Ганы               | Нап | Квадво Опоку         | 2001 |  |  |  |  |  |
| 9  | Флаг Германии           | Нап | Принц Овусу          | 1997 |  |  |  |  |  |
| 14 | Флаг Нигерии            | Нап | Сунуси Ибрахим       | 2002 |  |  |  |  |  |
| 17 | Флаг Италии             | Нап | Джакомо Вриони       | 1998 |  |  |  |  |  |
| 28 | Флаг Канады             | Нап | Жюль-Антони Вильсент | 2003 |  |  |  |  |  |
| 35 | Флаг Канады             | Нап | Оуэн Грэм-Роуч       | 2008 |  |  |  |  |  |

### Игроки в аренде
| \| № \| \| Поз. \| Имя \| Год рождения \| \| - \| \| ---- \| -------------------------------------------------------------------- \| ------------ \| \| \| \| Защ \| Джакил Маршалл-Ратти (в «Шарлотт» до 31 декабря 2025) \| 2004 \| \| \| \| ПЗ \| Майкл Адедокун[англ.] (в «Лексингтон» до 30 ноября 2025) \| 2001 \| \| \| \| ПЗ \| Алессандро Бьелло (в «Галифакс Уондерерс[англ.]» до 31 декабря 2025) \| 2006 \| \| \| \| Нап \| Матиас Коккаро[англ.] (в «Атласе» до 31 декабря 2025) \| 1997 \| |              |      |                                                               |              |
| № |              | Поз. | Имя                                                           | Год рождения |
| | Флаг Канады  | Защ  | Джакил Маршалл-Ратти (в «Шарлотт» до 31 декабря 2025)         | 2004         |
| | Флаг Нигерии | ПЗ   | Майкл Адедокун (в «Лексингтон» до 30 ноября 2025)             | 2001         |
| | Флаг Канады  | ПЗ   | Алессандро Бьелло (в «Галифакс Уондерерс» до 31 декабря 2025) | 2006         |
| | Флаг Уругвая | Нап  | Матиас Коккаро (в «Атласе» до 31 декабря 2025)                | 1997         |

## Тренерский состав и вспомогательный персонал
Источник: 
Тренерский штаб
- Главный тренер —  Марко Донадель (и. о.)
- Ассистент главного тренера —  Дэвид Соври
- Ассистент главного тренера —  Коби Джонсон
- Ассистент главного тренера —  Лоренцо Пинцаути[англ.]
- Ассистент главного тренера —  Максим Леконт
- Тренер вратарей —  Винченцо Бенвенуто
- Тренер по физподготовке —  Пол Бауэр
- Видеоаналитик  —  Луан Шлихт

Технический штаб
- Спортивный директор —  Лука Сапуто
- Менеджер команды —  Даниэль Поззи
- Координатор команды —  Франко Субрани
- Координатор по экипировке —  Хулио Фернандес Салинас

Исполнительный штаб
- Владелец клуба —  Джоуи Сапуто[англ.]
- Президент клуба —  Габриэль Жерве[англ.]
- Директор футбольной академии —  Симоне Сапуто

## Список тренеров
- Ник де Сантис[англ.] (28 июня —  30 сентября 2011)
- Джесси Марш (11 августа 2011 — 3 ноября 2012)
- Мауро Бьелло (5 ноября 2012 — 6 января 2013)
- Марко Шаллибаум[англ.] (7 января — 31 декабря 2013)
- Фрэнк Клопас (1 января 2014 — 30 августа 2015)
- Реми Гард (8 ноября 2017 — 21 августа 2019)
- Уильмер Кабрера (21 августа — 31 декабря 2019)
- Тьерри Анри (14 ноября 2019 — 25 февраля 2021)
- Вильфрид Нанси[англ.] (8 марта 2021 — 5 декабря 2022)
- Эрнан Лосада[англ.] (21 декабря 2022 — 9 ноября 2023)
- Лоран Куртуа[англ.] (8 января 2024 — 24 марта 2025)
- Марко Донадель (и. о.; 24 марта 2025 — н. в.)

## Достижения
- Победитель Первенства Канады (4): 2013, 2014, 2019, 2021
- Финалист Лиги чемпионов КОНКАКАФ: 2014/2015
- Победитель «Walt Disney World Pro Soccer Classic» (1): 2013

## Фарм-клуб
Фарм-клубом «Монреаль Импакта» был футбольный клуб «Монреаль», играл в Чемпионшипе ЮСЛ в 2015 и 2016 годах. В декабре 2016 года был расформирован вследствие слияния с присоединившимся к Чемпионшипу ЮСЛ клубом «Оттава Фьюри», с которым «Монреаль Импакт» объявил о заключении соглашения об аффилиации.